# ماري آن كوهن
ماري آن كوهن (بالإنجليزية: Mary Ann Cohen)‏ هي قاضية أمريكية، ولدت في 1943.